# イブン・ハルドゥーン大学
イブン・ハルドゥーン大学（トルコ語: İbn Haldun Üniversitesi)は、トルコのイスタンブールにある私立大学である。略称はIHU。

## 沿革
2013年に財団の設立と建学の予定が報道された。大学を設立した財団はエルドアン大統領の息子ビラル・エルドアンを筆頭に大統領の一族や友人が占めており、公式ウェブサイトにもイスタンブール市長時代にエルドアンが設立した基金について記載がある。
2015年大学が設立され、学生の受け入れ等運営を開始した。
2018年にはスレイマニエ・モスクのマドラサを改修し、大学院とすることが発表された。
名称は高明な歴史学者イブン・ハルドゥーンに由来しており、社会科学分野に特化している。
エルドアンの発言の場として報道に登場することもある。

## 学部・組織
法学部
- 法律

コミュニケーション学部
- メディアとコミュニケーション（英語）

イスラム科学学部
- イスラム科学（一部英語）

教育学部
- ガイダンスと心理カウンセリング（英語）

人文社会科学学部
- 心理学科（英語）
- 社会学科（英語）
- 哲学部（英語）
- 経済学科（英語）
- ビジネス管理（英語）
- 歴史（英語）
- 政治学部国際関係学科（英語）

### 大学院
スレイマニエ・モスクのマドラサが改修され大学院として利用されることが発表された。